# Sülfeld
Sülfeld ist eine Gemeinde im Kreis Segeberg in Schleswig-Holstein. Sie besteht seit 1936 aus den Ortsteilen Borstel, Petersfelde, Sülfeld und Tönningstedt.

## Geschichte

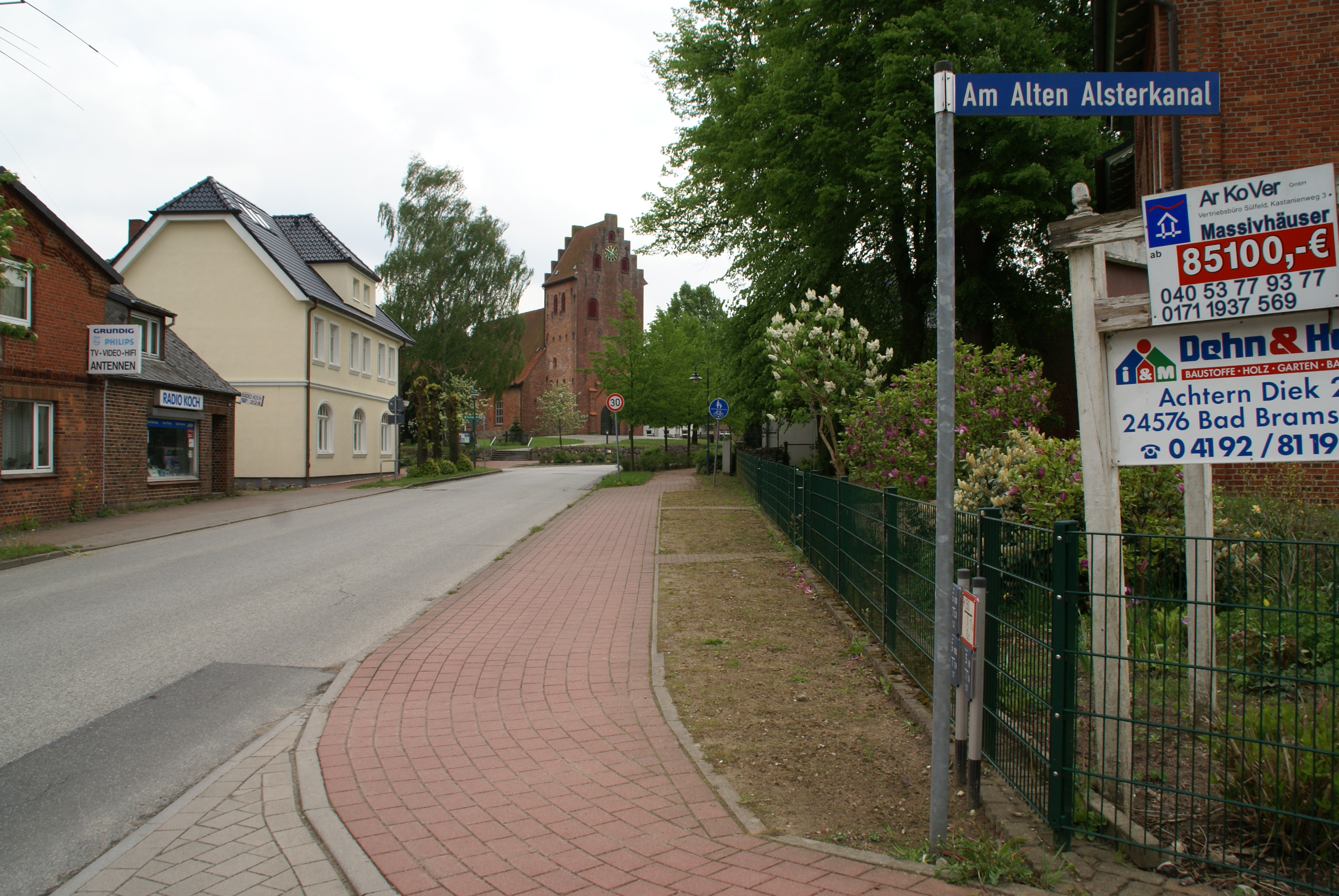
Dorfansicht ab der Straße Am alten Alsterkanal

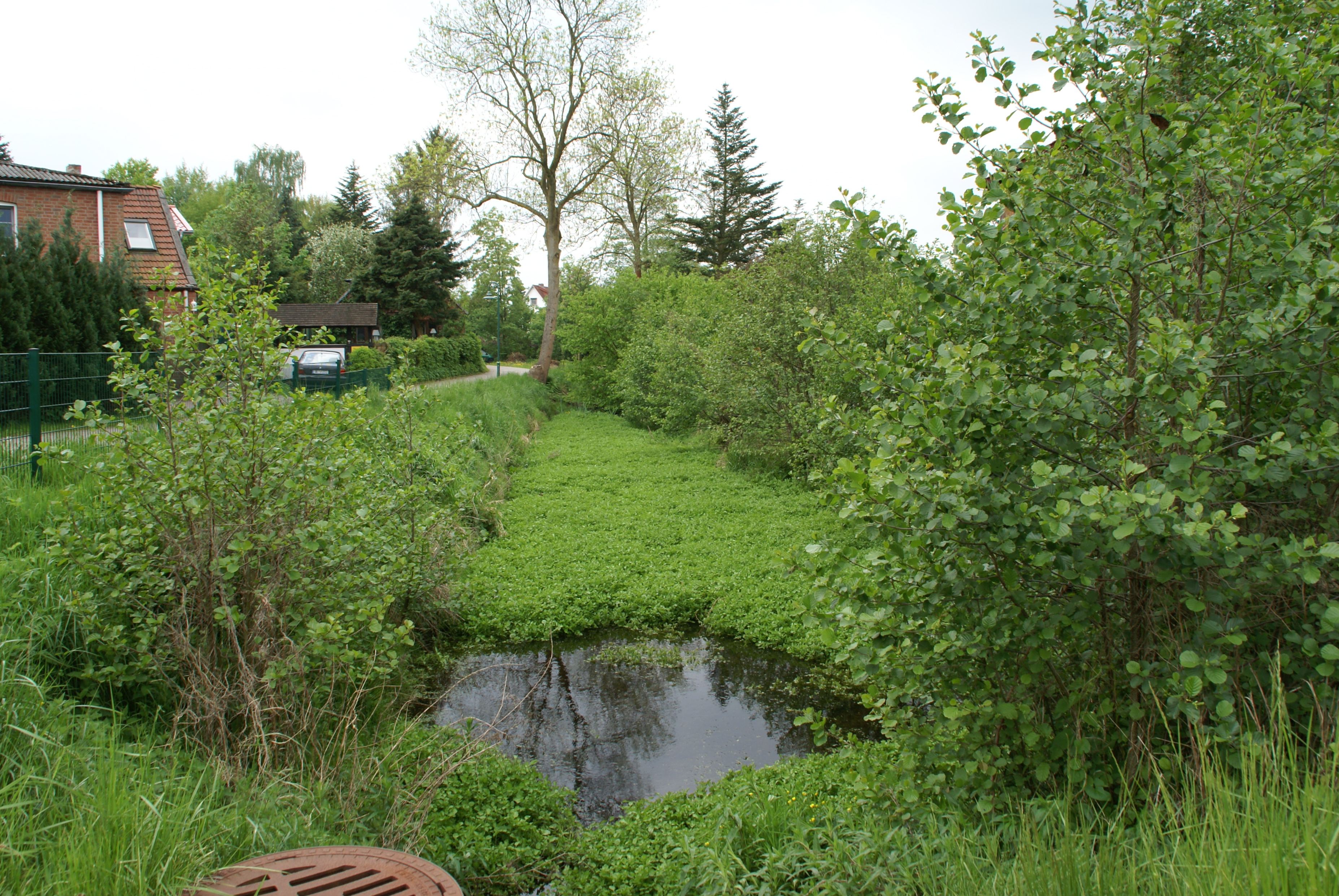
Die Reste des Alster-Beste-Kanals

Die Kirche in Sülfeld wurde 1207 erstmals erwähnt. Die Reste des Alster-Beste-Kanals, der in der ersten Hälfte des 16. Jahrhunderts angelegt wurde, sind auch heute noch in der Ortsmitte vorhanden.
Von 1907 bis 1973 war Sülfeld Bahnstation an der Bahnstrecke Elmshorn–Bad Oldesloe.

### Absturz einer Gloster Meteor am 16. April 1947
Am 16. Juni 1947 war ein zweimotoriger britischer Düsen-Jagdbomber vom Typ Gloster Meteor Mk.III (F), Nr. EE411 der 266. Squadron (Rhodesia), im Norderbestetal dicht bei Sülfeld im Verlaufe eines Übungsfluges abgestürzt. Das von Flight Lieutenant James Mason geflogene Flugzeug war um 10.00 Uhr vom Flughafen Lübeck-Blankensee gestartet. Um 10.10 geriet die Maschine in den Abgassstrahl des benachbarten Flugzeuges. Die Begleitpiloten berichteten, die EE411 sei instabil geworden und schließlich in einem Winkel von 45° aus der geringen Übungsflughöhe (um 200 m) abgestürzt. Das Flugzeug hatte nach Augenzeugenberichten die Kirche von Sülfeld noch in geringer Höhe überflogen, bevor es 920 m weiter in der flachen und sumpfigen Niederung des Bestetales aufgeschlagen war.
Der Sülfelder Gemeindearchivar Ulrich Bärwald sammelte im Jahre 2005 Hinweise. Es gelang, die Absturzstelle wieder aufzufinden.  Pilot und Flugzeutyp konnten identifiziert und der Hergang in Erfahrung gebracht werden. Die bevorstehende Wiedervernässung der Bestewiesen im Rahmen der EU-Wasserrahmenrichtlinie hatte befürchten lassen, dass möglicherweise noch Treibstoffreste vorhanden seien. Am 23. März 2006 folgte deshalb eine archäologische Untersuchung mit dem Ziel, Flugzeugteile und Überreste des Piloten zu bergen. Die Ausgrabung des Archäologischen Landesamtes Schleswig-Holstein unter Leitung des Schleswiger Archäologen Willi Kramer brachte neue Erkenntnisse zum Vorgang des Absturzes.

## Politik

### Gemeindevertretung
Bei der Kommunalwahl am 14. Mai 2023 wurden insgesamt 21 Sitze vergeben. Von diesen erhielt die CDU neun Sitze, die Aktion Bürger für Gemeinde Sülfeld sechs Sitze und die Grünen und die SPD jeweils drei Sitze.

### Wappen
Blasonierung: „Geteilt. Oben in Rot eine goldene Glocke, unten in Silber ein wachsendes, durchgehendes blaues Antoniuskreuz mit wellenförmig geschwungenen Balken.“
Der wellenförmige blaue Balken symbolisiert die Norderbeste, der senkrecht dazu stehende gerade blaue Balken das künstliche Kanalbett des Alster-Beste-Kanals.

## Wirtschaft
Die Gemeinde ist vorwiegend landwirtschaftlich geprägt, eine besondere Stellung nimmt jedoch das Forschungszentrum Borstel ein, das sich mit Medizin und Biowissenschaften befasst.

## Gut und Forschungszentrum Borstel
Der Gutsbezirk Borstel, zu dem die Dörfer Grabau, Kayhude, Oering, Seth und Sülfeld sowie die später zu Gut Jersbek gehörenden Orte Bargfeld, Elmenhorst, Mönkenbrook, Nienwohld, Rade, Stegen und Wulksfelde gehörten, wurde 1927 aufgelöst. Früher wurde es auch Borlstede oder Borstelde genannt und Mitte des 13. Jahrhunderts erstmals erwähnt. 1588 wurde der Besitz geteilt und Gut Jersbek, heute im Kreis Stormarn, abgetrennt. 1806 wurde auch Gut Grabau selbstständig.
Das jetzige Borsteler Herrenhaus wurde 1751 im Rokokostil erbaut.
Im Jahre 1930 wurde das Gut in ein Kindererholungsheim umgewandelt und hatte seitdem eine wechselvolle Geschichte als Ausbildungsstätte für den weiblichen Arbeitsdienst unter den Nationalsozialisten und als Auffanglager für Flüchtlinge nach dem Zweiten Weltkrieg. Seit 1947 ist Gut Borstel der Sitz des durch das Land Schleswig-Holstein gegründeten und 1963 in eine Stiftung umgewandelten Forschungszentrums Borstel und der dazugehörigen Forschungsklinik.

## Sehenswürdigkeiten
In der Liste der Kulturdenkmale in Sülfeld stehen die in der Denkmalliste des Landes Schleswig-Holstein eingetragenen Kulturdenkmale.

## Persönlichkeiten
- Ollegard von Ahlefeldt (1547–1618), Standesherrin
- Benedikt von Ahlefeldt (1678–1757), in Sülfeld beigesetzt, Gutsherr und Propst des Klosters Uetersen
- Justus Corthum (1653–1724), 1682–1696 Pastor in Sülfeld
- Justus Corthum (1684–1731), in Sülfeld geboren, evangelisch-lutherischer Geistlicher
- Lucas Corthum (1688–1765), in Sülfeld geboren, 1751–1765 Hamburger Bürgermeister
- Margarete Weiß (1912–1990), in Sülfeld geboren, Politikerin (FDP) und MdL
- Sven Stückelschweiger (* 1977), in Sülfeld wohnhaft, Politiker (Piratenpartei)
- Marek Krysiak (* 1975), in Sülfeld wohnhaft, Bürgermeister (CDU)